# M. Pogány Béla
M. Pogány Béla, 1914-ig Perl (Budapest, Erzsébetváros, 1896. január 27. – New York, 1962. május 27.) író, kritikus, esszéista.

## Élete
Perl Vilmos (1869–1938) kereskedősegéd és Blum Gizella gyermekeként született zsidó családban. A Budapesti Tudományegyetemen 1922-ben magyar–francia szakos tanári diplomát szerzett. 1923-tól Párizsban élt, ahol párizsi magyar munkásoknak adott francia nyelvleckékből tartotta fenn magát. Egy ideig a Sorbonne Egyetemre járt. Részt vett Gara Lászlóval két, a modern magyar irodalmat népszerűsítő antológia szerkesztésében. A franciaországi tartózkodása alatt írta meg burkoltan önéletrajzi jellegű regényét, a Fel a porból címmel. 1927 júliusában hazatért. Két regénye jelent meg. Döntő fordulatot jelentett életében, hogy volt tanítványa, majd barátja, Vértes György bevonta a munkásmozgalomba, s teret adott neki a Kommunista Párt legális folyóiratában, a Gondolatban, amelynek 1936-ban szerkesztője lett. Kritikái megjelentek a Nyugatban és a Századunkban, de továbbra is francia nyelvórák adásából élt, mert mint tanár, nem tudott elhelyezkedni. Miután Vértes Györgyöt letartóztatták és a lap is megszűnt, egyre kilátástalanabbnak érezte helyzetét. 1938-ban, Ausztria megszállásakor, feleségével és kisfiával a fasizmus elől Amerikába menekült. New Yorkban telepedett le, ahol a második világháború idején az amerikai rádió magyar bemondója lett, illetve kárpitosként dolgozott. Később felesége elhagyta és a rádiótól is elbocsátották. Ismét felvette a kapcsolatot a munkásmozgalommal és hosszabb ideig dolgozott a Magyar Jövő és az Amerikai Magyar Szó című mozgalmi lapok szerkesztőségében. Szépirodalmi és ígéretes kritikusi tevékenységét azonban nem tudta folytatni. Utolsó éveiben betegség sanyargatta, rákban halt meg 1962. május 27-én. 
Felesége Lányi Róza (1913–?) volt, Lányi Ábrahám Dávid és Neumann Janka Sarolta lánya, akit 1934. augusztus 12-én Budapesten, a Terézvárosban vett nőül.

## Művei
- Anthologie de la poésie hongroise contemporaine (Szerk., Párizs, 1927)
- Anthologie des conteurs hongrois d'aujourd’hui (Szerk., Párizs, 1927)
- Fel a porból (regény, Budapest, 1929)
- Koldusok a Szajna-parton (regény, Budapest, 1932)
- Tegnap és ma. Elbeszélések a magyar nép életéből (összeáll. és bev., New York, 1955)